# Kruszwica
Kruszwica, en allemand Kruschwitz, en letton Krušvica, est une ville de Pologne, dans la voïvodie de Couïavie-Poméranie, située sur les rives du lac Gopło.
Elle fut la capitale des Goplanes ou des Polanes selon les sources, et constitua le berceau de la dynastie Piast.
Située sur la route de l'ambre, la ville Kruszwica est inscrite (CRVSPVICI) sur la borne romaine datée de 1151, à Konin.